# 圣莱热代普雷
圣莱热德普雷（法語：Saint-Léger-des-Prés，法語發音：[sɛ̃ leʒe de pʁe]）是法国伊勒-维莱讷省的一个市镇，属于圣马洛区。

## 地理
圣莱热德普雷（48°23'43"N, 1°39'6"W）面积5.54 平方千米，位于法国布列塔尼大區伊勒-维莱讷省，该省份为法国西北部沿海省份，位于布列塔尼半岛东部，北濒大西洋，西接阿摩尔滨海省和莫尔比昂省，南至大西洋卢瓦尔省，西南端接曼恩-卢瓦尔省，东临马耶讷省，东北与芒什省接壤。
与圣莱热德普雷接壤的市镇（或旧市镇、城区）包括：孔堡、屈冈、丹热、朗里冈、马尔西耶拉乌勒、努瓦亚勒苏巴祖日。
圣莱热德普雷的时区为UTC+01:00、UTC+02:00（夏令时）。

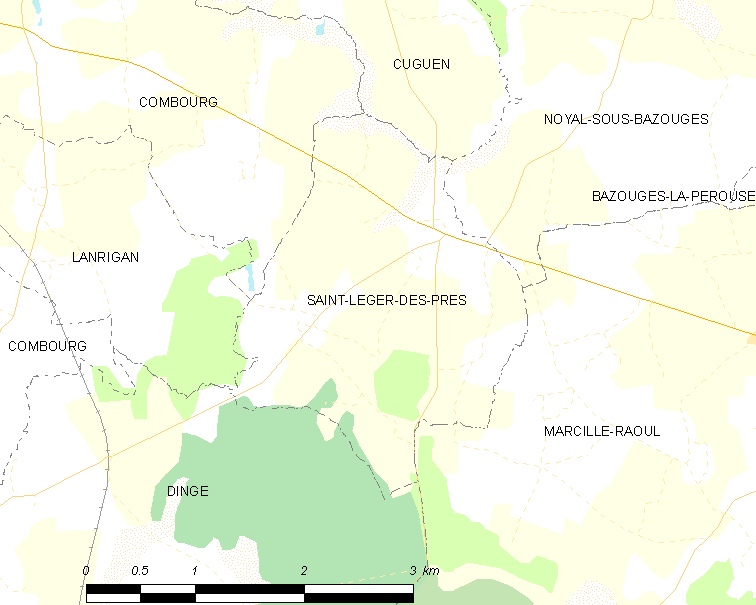
圣莱热德普雷的OSM定位图

## 行政
圣莱热德普雷的邮政编码为35270，INSEE市镇编码为35286。

## 政治
圣莱热德普雷所属的省级选区为孔堡县。

## 人口

1962-2008年间圣莱热德普雷人口变化图示

圣莱热德普雷于2022年1月1日时的人口数量为295人。